# Johannes Burla
Johannes Burla (* 15. November 1922 in Leipzig; † 31. Januar 2014 in Basel; heimatberechtigt in Murten) war ein Schweizer Bildhauer und Bausteinhauer.

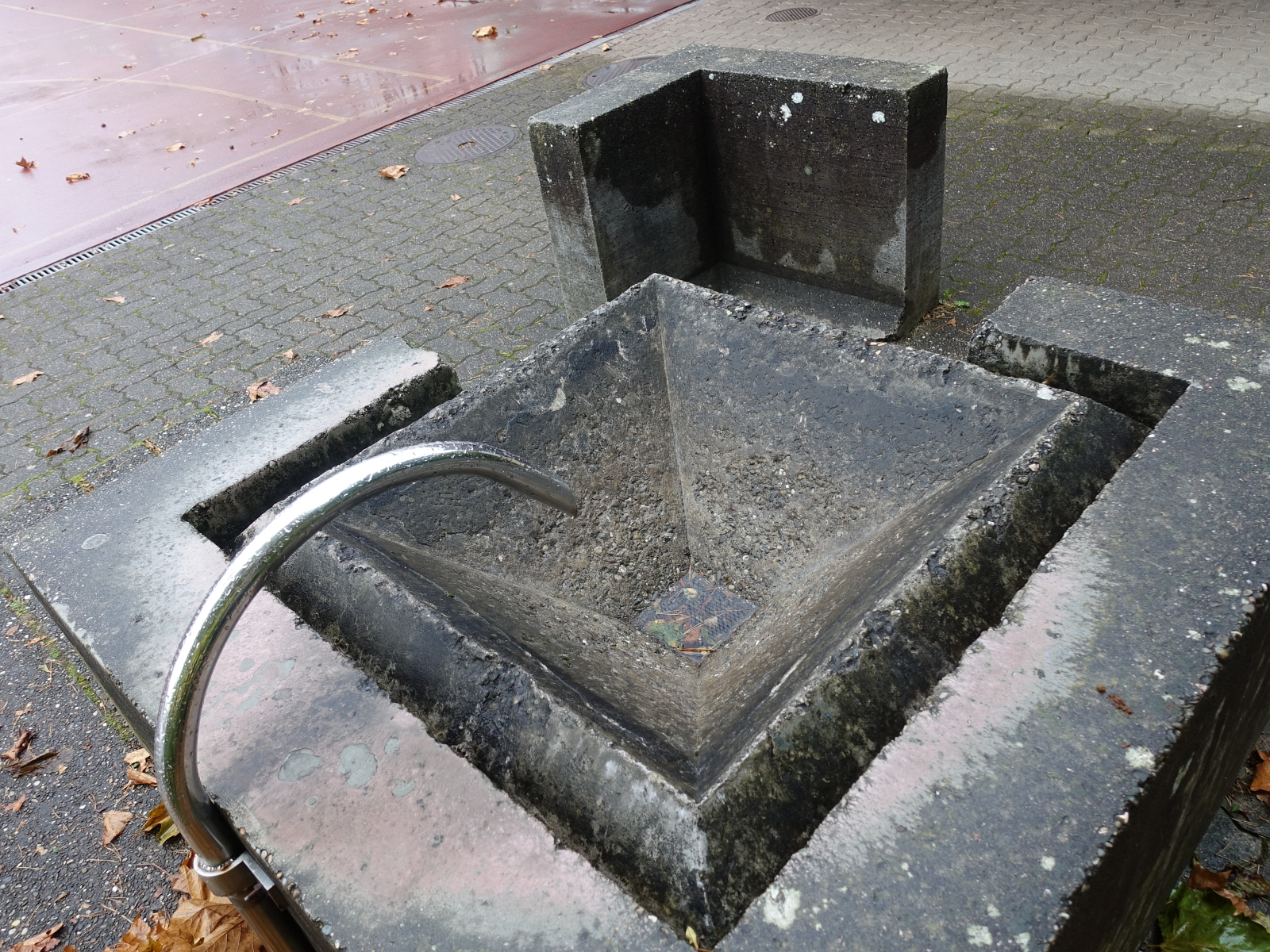
Brunnen (1968), Bachmatten-Schulhaus, Reinach

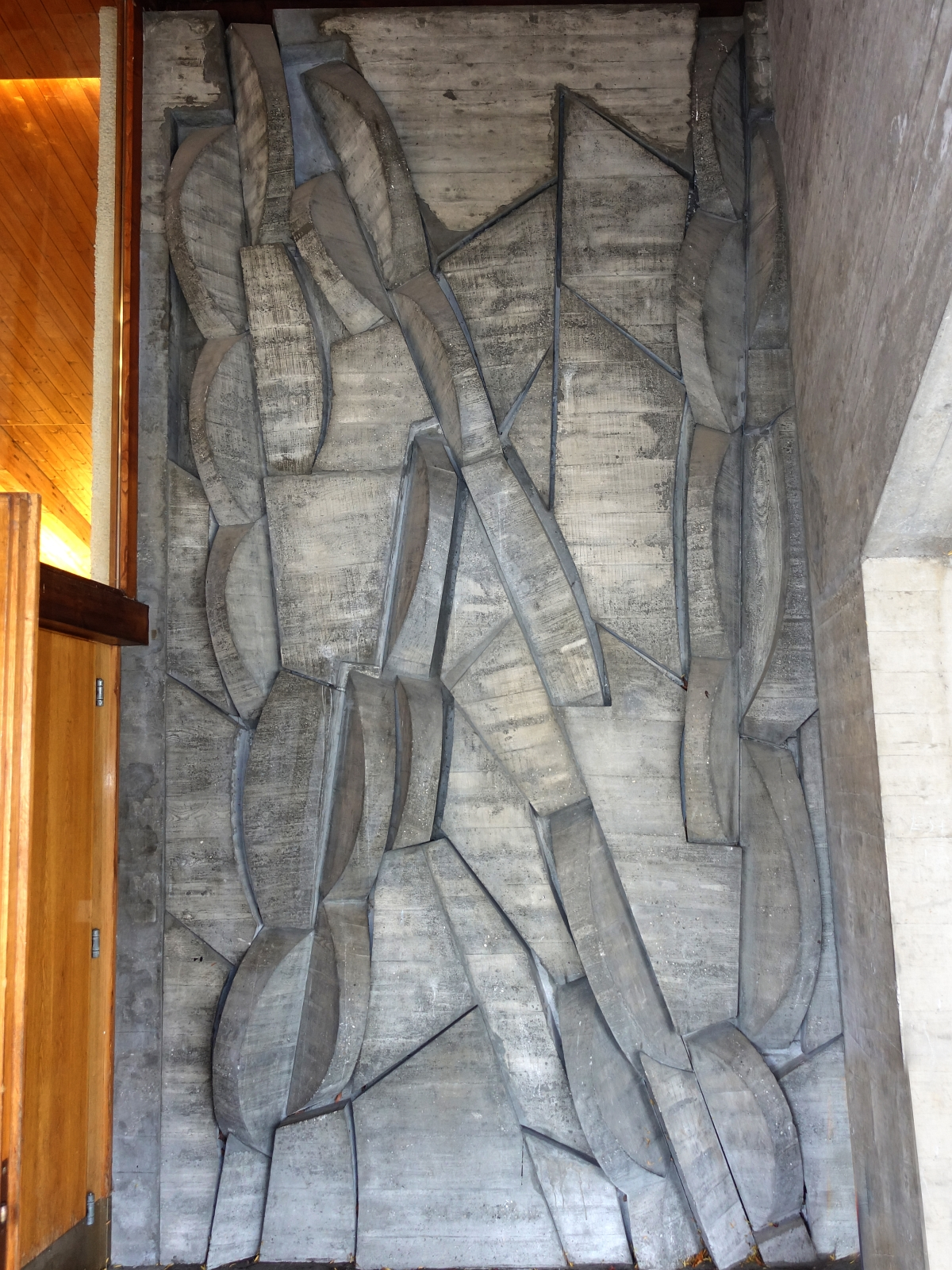
Ährenrelief (1958), Kornfeldkirche, Riehen

## Leben und Werk
Johannes Burla lebte ab 1933 in der Schweiz und besuchte ab 1942 die Allgemeine Gewerbeschule Basel. Anschliessend arbeitete er bis 1956 als Steinmetz und Bildhauer. Später war er Lehrer an der Kunstgewerbeschule Basel. Zu seinen Schülern gehörten Owsky Kobalt, Adelheid Hanselmann, Martin Cleis, Reinhard Klessinger, Jeremy J. P. Fekete und Bernd Goering. Neben seiner Lehrtätigkeit schuf Burla Arbeiten für Architekten, nahm öffentliche Aufträge an und stellte in Basel und Zürich aus.
Burla war Mitglied der Künstlergruppe «Allianz» und nahm 1956 an der Biennale in Venedig teil. Ab 1960 war er Mitglied des Schweizerischen Werkbunds. 1991 gewann er den Wettbewerb für eine Gedenkgoldmünze zum 700-Jahr-Jubiläum der Schweizerischen Eidgenossenschaft.
Burla schuf eine Anzahl von Arbeiten für den öffentlichen Raum, die er im Auftrag oder in Zusammenarbeit mit Architekten realisierte. Zudem führte er Innenausbauten aus, unter anderem die Eingangshalle der Bibliothek der Universität Basel. Seine letzte Ruhestätte fand er auf dem Friedhof am Hörnli.